# Aleksandra Lipska
Aleksandra Lipska (ur. 25 lutego 1998 w Parczewie) – polska siatkarka, grająca na pozycji przyjmującej i atakującej. 
Jest absolwentką SMS-u PZPS Szczyrk. W latach 2014–2017 była zawodniczką TPS-u AZS UMCS Lublin. W 2015 roku wraz z reprezentacją Polski zajęła 8. miejsce na Mistrzostwach Europy Kadetek. Na Mistrzostwach Świata Juniorek w 2017 roku z reprezentantkami Polski były 6 drużyną w tym turnieju. Pierwszą drużyną w jej karierze seniorskiej był MKS Dąbrowa Górnicza. W tym klubie grała w sezonie 2017/2018 w najwyższej klasie rozgrywkowej, czyli w LSK (Liga Siatkówki Kobiet), a w kolejnym sezonie już w I lidze, gdyż klub nie utrzymał się w Lidze Siatkówki Kobiet. Sezon 2019/2020 rozpoczęła w Wiśle Warszawa, lecz na początku stycznia 2020 roku zerwała kontrakt z warszawskim klubem, gdyż nie zgodziła się na obniżenie wynagrodzenia. Z początkiem lutego 2020 roku została zawodniczką włoskiego klubu grającego w Serie A2 - Cbf Balducci Hr Macerata. 14 marca 2021 roku z klubem z Maceraty wygrała Puchar Włoch Serie A2. W sezonie 2021/2022 była zawodniczką zespołu Grupa Azoty Chemik Police. W sezonie 2022/2023 była ponownie zawodniczką beniaminka włoskiej Serie A - Cbf Balducci Hr Macerata.
W sezonie 2023/2024 była reprezentantką klubu KS Pałac Bydgoszcz, jednak z powodu kontuzji nie występowała. Następnie przedłużyła kontrakt z bydgoskim zespołem na sezon 2024/2025. Jednakże 10 września 2024 umowa z klubem została rozwiązana za porozumieniem stron.

## Sukcesy klubowe
Mistrzostwo Polski:
- 2022[15]